# Republic of Doyle – Einsatz für zwei/Episodenliste
Diese Episodenliste enthält alle Episoden der kanadischen Dramedyserie Republic of Doyle – Einsatz für zwei, sortiert nach der kanadischen Erstausstrahlung. Zwischen 2010 und 2014 entstanden in sechs Staffeln 77 Episoden mit einer Länge von jeweils etwa 44 Minuten.

## Übersicht
| Staffel | Episodenanzahl | Erstausstrahlung Kanada | Erstausstrahlung Kanada | Deutschsprachige Erstausstrahlung | Deutschsprachige Erstausstrahlung |
| Staffel | Episodenanzahl | Staffelpremiere         | Staffelfinale           | Staffelpremiere                   | Staffelfinale                     |
| ------- | -------------- | ----------------------- | ----------------------- | --------------------------------- | --------------------------------- |
| 1       | 12             | 6. Januar 2010          | 7. April 2010           | 16. Oktober 2013                  | 23. Oktober 2013                  |
| 2       | 13             | 12. Januar 2011         | 6. April 2011           | 24. Oktober 2013                  | 1. November 2013                  |
| 3       | 13             | 11. Januar 2012         | 4. April 2012           | 1. November 2013                  | 11. November 2013                 |
| 4       | 13             | 6. Januar 2013          | 21. April 2013          | 5. Mai 2017                       | 11. August 2017                   |
| 5       | 16             | 3. Oktober 2013         | 5. Februar 2014         |                                   |                                   |
| 6       | 10             | 15. Oktober 2014        | 10. Dezember 2014       |                                   |                                   |

## Staffel 1
Die Erstausstrahlung der ersten Staffel war vom 6. Januar bis zum 7. April 2010 auf dem kanadischen Fernsehsender CBC zu sehen. Die deutschsprachige Erstausstrahlung sendete der Pay-TV-Sender 13th Street vom 16. bis zum 23. Oktober 2013.
| Nr. (ges.) | Nr. (St.) | Deutscher Titel               | Originaltitel                      | Erstausstrahlung Kanada | Deutschsprachige Erstausstrahlung (D) | Regie            | Drehbuch                                                  |
| ---------- | --------- | ----------------------------- | ---------------------------------- | ----------------------- | ------------------------------------- | ---------------- | --------------------------------------------------------- |
| 1          | 1         | Väter und Söhne               | Fathers and Sons                   | 6. Jan. 2010            | 16. Okt. 2013                         | Mike Clattenburg | Allan Hawco, Perry Chafe & Malcolm MacRury                |
| 2          | 2         | Die Rückkehr des Racheengels  | The Return of the Grievous Angel   | 13. Jan. 2010           | 16. Okt. 2013                         | Steve DiMarco    | Allan Hawco & Avrum Jacobson                              |
| 3          | 3         | Eine alte Freundin            | Duchess of George                  | 20. Jan. 2010           | 17. Okt. 2013                         | Mike Clattenburg | Allan Hawco, Perry Chafe & Malcolm MacRury                |
| 4          | 4         | Familienbande                 | Blood is Thicker Than Blood        | 27. Jan. 2010           | 17. Okt. 2013                         | Steve DiMarco    | Allan Hawco, Perry Chafe, Denis McGrath & Malcolm MacRury |
| 5          | 5         | Die schöne Betrügerin         | Hit and Rum                        | 3. Feb. 2010            | 18. Okt. 2013                         | Steve DiMarco    | Matt MacLennan                                            |
| 6          | 6         | Heiße Ware                    | The One Who Got Away               | 10. Feb. 2010           | 18. Okt. 2013                         | Larry McLean     | Jesse McKeown                                             |
| 7          | 7         | Die Frau, die zu wenig wusste | The Woman Who Knew Too Little      | 3. März 2010            | 21. Okt. 2013                         | Robert Lieberman | Jeremy Boxen                                              |
| 8          | 8         | Asche aufs Haupt              | The Tell-Tale Safe                 | 10. März 2010           | 21. Okt. 2013                         | Jerry Ciccoritti | John Callaghan & Steve Cochrane                           |
| 9          | 9         | Wer andern eine Grube gräbt   | He Sleeps With the Chips           | 17. März 2010           | 22. Okt. 2013                         | Phil Earnshaw    | Perry Chafe                                               |
| 10         | 10        | Der Kern aller Dinge          | The Pen Is Mightier Than the Doyle | 24. März 2010           | 22. Okt. 2013                         | Robert Lieberman | Steve Cochrane & Avrum Jacobson                           |
| 11         | 11        | Der verschwundene Bräutigam   | A Horse Divided                    | 31. März 2010           | 23. Okt. 2013                         | Steve Scaini     | Jesse McKeown                                             |
| 12         | 12        | Der Untergang der Republik    | The Fall of the Republic           | 7. Apr. 2010            | 23. Okt. 2013                         | Robert Lieberman | Steve Cochrane & Jesse McKeown                            |

## Staffel 2
Die Erstausstrahlung der zweiten Staffel war vom 12. Januar bis zum 6. April 2011 auf dem kanadischen Fernsehsender CBC zu sehen. Die deutschsprachige Erstausstrahlung sendete der Pay-TV-Sender 13th Street vom 24. Oktober bis zum 1. November 2013.
| Nr. (ges.) | Nr. (St.) | Deutscher Titel               | Originaltitel                               | Erstausstrahlung Kanada | Deutschsprachige Erstausstrahlung (D) | Regie         | Drehbuch                |
| ---------- | --------- | ----------------------------- | ------------------------------------------- | ----------------------- | ------------------------------------- | ------------- | ----------------------- |
| 13         | 1         | Die Stunde der Jäger          | Live and Let Doyle                          | 12. Jan. 2011           | 24. Okt. 2013                         | James Allodi  | Allan Hawco             |
| 14         | 2         | Der dritte Mann               | Popeye Doyle                                | 19. Jan. 2011           | 24. Okt. 2013                         | Steve Scaini  | Allan Hawco             |
| 15         | 3         | Licht und Schatten            | A Stand Up Guy                              | 26. Jan. 2011           | 25. Okt. 2013                         | Steve Scaini  | Perry Chafe             |
| 16         | 4         | Schwarze Schafe               | The Son Also Rises                          | 2. Feb. 2011            | 25. Okt. 2013                         | Steve DiMarco | Jesse McKeown           |
| 17         | 5         | Zwei Bräute und eine Hochzeit | Something Old, Someone Blue                 | 9. Feb. 2011            | 28. Okt. 2013                         | James Allodi  | Adam Higgs & Jackie May |
| 18         | 6         | Mann über Bord                | The Ryans And The Pittmans                  | 16. Feb. 2011           | 28. Okt. 2013                         | Steve DiMarco | Greg Nelson             |
| 19         | 7         | Die Symptome der Liebe        | Crashing on the Couch                       | 23. Feb. 2011           | 29. Okt. 2013                         | Keith Samples | Jackie May              |
| 20         | 8         | Sympathie für den Teufel      | Sympathy for the Devil                      | 2. März 2011            | 29. Okt. 2013                         | Stacey Curtis | John Callaghan          |
| 21         | 9         | Wer ist Des Courtney?         | Will the Real Des Courtney Please Stand Up? | 9. März 2011            | 30. Okt. 2013                         | Keith Samples | Greg Nelson             |
| 22         | 10        | Detektivgeschichten           | The Special Detective                       | 16. März 2011           | 30. Okt. 2013                         | Steve Scaini  | Adam Higgs              |
| 23         | 11        | Zu hoch gepokert              | Don’t Gamble with City Hall                 | 23. März 2011           | 31. Okt. 2013                         | John Vatcher  | Jackie May              |
| 24         | 12        | Der Mann für alle Fälle       | St. John’s Town                             | 30. März 2011           | 31. Okt. 2013                         | Keith Samples | Perry Chafe             |
| 25         | 13        | Der Anfang vom Ende           | Family Business                             | 6. Apr. 2011            | 1. Nov. 2013                          | Steve Scaini  | Allan Hawco             |

## Staffel 3
Die Erstausstrahlung der dritten Staffel war vom 11. Januar bis zum 4. April 2012 auf dem kanadischen Fernsehsender CBC zu sehen. Die deutschsprachige Erstausstrahlung sendete der Pay-TV-Sender 13th Street vom 1. bis zum 11. November 2013.
| Nr. (ges.) | Nr. (St.) | Deutscher Titel                     | Originaltitel            | Erstausstrahlung Kanada | Deutschsprachige Erstausstrahlung (D) | Regie         | Drehbuch                                 |
| ---------- | --------- | ----------------------------------- | ------------------------ | ----------------------- | ------------------------------------- | ------------- | ---------------------------------------- |
| 26         | 1         | Eine Frau sieht rot                 | Streets of St. John’s    | 11. Jan. 2012           | 1. Nov. 2013                          | Keith Samples | Allan Hawco & Perry Chafe                |
| 27         | 2         | Hals über Kopf                      | Head Over Heels          | 18. Jan. 2012           | 4. Nov. 2013                          | Keith Samples | John Callaghan                           |
| 28         | 3         | Helfende Hände                      | Hot Package              | 25. Jan. 2012           | 4. Nov. 2013                          | Steve Scaini  | Jackie May                               |
| 29         | 4         | Romanhelden und andere Trunkenbolde | Rusted Steele            | 1. Feb. 2012            | 5. Nov. 2013                          | Steve Scaini  | Adam Higgs                               |
| 30         | 5         | Totgesagte leben länger             | Dead Man Talking         | 8. Feb. 2012            | 5. Nov. 2013                          | John Vatcher  | Perry Chafe                              |
| 31         | 6         | Ein starkes Team                    | The Dating Game          | 15. Feb. 2012           | 6. Nov. 2013                          | Stacey Curtis | Jackie May                               |
| 32         | 7         | Alte Schulfeinde                    | High School Confidential | 22. Feb. 2012           | 6. Nov. 2013                          | Gail Harvey   | Allan Hawco                              |
| 33         | 8         | Vater werden ist nicht schwer       | Two Jakes and a Baby     | 29. Feb. 2012           | 7. Nov. 2013                          | Stacey Curtis | John Callighan                           |
| 34         | 9         | Spieglein, Spieglein …              | Mirror, Mirror           | 7. März 2012            | 7. Nov. 2013                          | Steve Scaini  | Adam Higgs                               |
| 35         | 10        | Im Zweifel für die Angeklagte       | One Angry Jake           | 14. März 2012           | 8. Nov. 2013                          | John Vatcher  | Jackie May & Kerri MacDonald             |
| 36         | 11        | Wie das Leben so spielt             | Live Wire                | 21. März 2012           | 8. Nov. 2013                          | Keith Samples | Perry Chafe                              |
| 37         | 12        | Lügen haben lange Beine             | Con, Steal, Love         | 28. März 2012           | 11. Nov. 2013                         | Steve Scaini  | John Callighan, Allan Hawco & Adam Higgs |
| 38         | 13        | Unter Druck                         | Under Pressure           | 4. Apr. 2012            | 11. Nov. 2013                         | Keith Samples | Allan Hawco                              |

## Staffel 4
Die Erstausstrahlung der vierten Staffel war vom 6. Januar bis zum 21. April 2013 auf dem kanadischen Fernsehsender CBC zu sehen. Die deutschsprachige Erstausstrahlung sendete der österreichische Free-TV-Sender ORF 2 vom 5. Mai bis zum 11. August 2017.
| Nr. (ges.) | Nr. (St.) | Deutscher Titel            | Originaltitel         | Erstausstrahlung Kanada | Deutschsprachige Erstausstrahlung (A) | Regie           | Drehbuch                         |
| ---------- | --------- | -------------------------- | --------------------- | ----------------------- | ------------------------------------- | --------------- | -------------------------------- |
| 39         | 1         | Der keltische Knoten       | From Dublin with Love | 6. Jan. 2013            | 5. Mai 2017                           | Steve Scaini    | Allan Hawco                      |
| 40         | 2         | Im Sumpf des Verbrechens   | Blood Work            | 13. Jan. 2013           | 12. Mai 2017                          | John Vatcher    | John Callaghan                   |
| 41         | 3         | Rendezvous mit einer Toten | Identity Crisis       | 20. Jan. 2013           | 19. Mai 2017                          | Brad Peyton     | Adam Higgs                       |
| 42         | 4         | Der Koffer und das Mädchen | Carlotta’s Way        | 27. Jan. 2013           | 2. Juni 2017                          | Kerri MacDonald | Steve Scaini                     |
| 43         | 5         | Ein gefährlicher Auftrag   | The Heroine           | 10. Feb. 2013           | 9. Juni 2017                          | David Frazee    | Jesse McKeown                    |
| 44         | 6         | Liebesgrüße aus Algerien   | The Common Wealth     | 17. Feb. 2013           | 23. Juni 2017                         | John Vatcher    | Perry Chafe                      |
| 45         | 7         | Folge dem Geld             | In Brigus             | 24. Feb. 2013           | 30. Juni 2017                         | Gail Harvey     | Rob Blackie & Perry Chafe        |
| 46         | 8         | Böse Mädchen, gute Mädchen | Multitasking          | 24. März 2013           | 7. Juli 2017                          | Charles Binamé  | Adam Higgs                       |
| 47         | 9         | Mord ohne Leiche           | Retribution           | 31. März 2013           | 14. Juli 2017                         | Brad Peyton     | Allan Hawco & Bonnie Fairweather |
| 48         | 10        | Alte Freunde               | Gimme Shelter         | 7. Apr. 2013            | 21. Juli 2017                         | Yon Motskin     | John Callaghan                   |
| 49         | 11        | Den Teufel im Leib         | The Devil Inside      | 14. Apr. 2013           | 28. Juli 2017                         | Brad Peyton     | John Callaghan                   |
| 50         | 12        | Tag der Abrechnung         | Return of the Kingpin | 21. Apr. 2013           | 4. Aug. 2017                          | Stephen Scaini  | Adam Higgs                       |
| 51         | 13        | Gefährliche Fracht         | What Doesn’t Kill You | 21. Apr. 2013           | 11. Aug. 2017                         | Stephen Scaini  | Alan Hawco & Perry Chafe         |

## Staffel 5
Die Erstausstrahlung der fünften Staffel war vom 2. Oktober 2013 bis zum 5. Februar 2014 auf dem kanadischen Fernsehsender CBC zu sehen. Eine deutschsprachige Erstausstrahlung wurde noch nicht gesendet.
| Nr. (ges.) | Nr. (St.) | Deutscher Titel           | Originaltitel         | Erstausstrahlung Kanada | Deutschsprachige Erstausstrahlung (—) | Regie          | Drehbuch                      |
| ---------- | --------- | ------------------------- | --------------------- | ----------------------- | ------------------------------------- | -------------- | ----------------------------- |
| 52         | 1         | Guter Cop, schöner Cop    | Bon Cop, Bueno Cop    | 2. Okt. 2013            | —                                     | Brad Peyton    | Allan Hawco                   |
| 53         | 2         | Die Überführung           | The Overpass          | 9. Okt. 2013            | —                                     | John Vatcher   | Perry Chafe                   |
| 54         | 3         | Feuerwerk                 | Firecracker           | 16. Okt. 2013           | —                                     | Helen Shaver   | Adam Higgs                    |
| 55         | 4         | Gewehr zu mieten          | Gun For Hire          | 23. Okt. 2013           | —                                     | David Frazee   | Bonnie Fairweather            |
| 56         | 5         | Das Werk                  | The Works             | 30. Okt. 2013           | —                                     | Steve Scaini   | Perry Chafe                   |
| 57         | 6         | Vermisst                  | Missing               | 13. Nov. 2013           | —                                     | Charles Binamé | Allan Hawco & Corey Shurge    |
| 58         | 7         | Haken, Leine und Senker   | Hook, Line and Sinker | 20. Nov. 2013           | —                                     | Steve Scaini   | Bonnie Fairweather            |
| 59         | 8         | Junge Wilde               | Young Guns            | 27. Nov. 2013           | —                                     | Dawn Wilkinson | Adam Higgs                    |
| 60         | 9         | Schwere Verbrechen        | Major Crimes          | 4. Dez. 2013            | —                                     | Steve Scaini   | Allan Hawco & Perry Chafe     |
| 61         | 10        | Waffenbrüder              | Brothers In Arms      | 11. Dez. 201            | —                                     | Paul Fox       | Perry Chafe & Marcus Robinson |
| 62         | 11        | Fingerfertigkeit          | Frame Job             | 8. Jan. 2014            | —                                     | Jim Donovan    | Adam Higgs                    |
| 63         | 12        | Fingerfertigkeit          | Sleight Of Hand       | 15. Jan. 2014           | —                                     | Rob Blackie    | Kerri MacDonald               |
| 64         | 13        | Willkommen zurück Crocker | Welcome Back Crocker  | 22. Jan. 2014           | —                                     | Cal Coons      | Allan Hawco                   |
| 65         | 14        | Wenn der Schuh passt      | If the Shoe Fits      | 29. Jan. 2014           | —                                     | Steve Scaini   | Adam Higgs                    |
| 66         | 15        | Erweiterung               | Expansion             | 5. Feb. 2014            | —                                     | John Vatcher   | Perry Chafe                   |
| 67         | 16        | Begraben                  | Buried                | 5. Feb. 2014            | —                                     | John Vatcher   | Allan Hawco                   |

## Staffel 6
Die Erstausstrahlung der sechsten Staffel war vom 15. Oktober bis zum 10. Dezember 2014 auf dem kanadischen Fernsehsender CBC zu sehen. Eine deutschsprachige Erstausstrahlung wurde noch nicht gesendet.
| Nr. (ges.) | Nr. (St.) | Deutscher Titel                   | Originaltitel             | Erstausstrahlung Kanada | Deutschsprachige Erstausstrahlung (—) | Regie          | Drehbuch                  |
| ---------- | --------- | --------------------------------- | ------------------------- | ----------------------- | ------------------------------------- | -------------- | ------------------------- |
| 68         | 1         | Schmutzige Taten                  | Dirty Deeds               | 15. Okt. 2014           | —                                     | Allan Hawco    | Allan Hawco               |
| 69         | 2         | Keine Ruhe für die Verurteilten   | No Rest for the Convicted | 22. Okt. 2014           | —                                     | Mark O’Brien   | Perry Chafe               |
| 70         | 3         | Smash Derby                       | Smash Derby               | 29. Okt. 2014           | —                                     | Rob Blackie    | Joseph Kay                |
| 71         | 4         | Der Fahrer                        | The Driver                | 5. Nov. 2014            | —                                     | Steve Scaini   | Marcus Robinson           |
| 72         | 5         | Wahre Lügen                       | True Lies                 | 12. Nov. 2014           | —                                     | Deanne Foley   | Kerri MacDonald           |
| 73         | 6         | Frühschoppen                      | The Print                 | 19. Nov. 2014           | —                                     | Steve Scaini   | Perry Chafe & Allan Hawco |
| 74         | 7         | Wenn die Wahrheit ans Licht kommt | When The Whistle Blows    | 26. Nov. 2014           | —                                     | Eleanore Lindo | Joseph Kay                |
| 75         | 8         | Beweise                           | Body of Evidence          | 3. Dez. 2014            | —                                     | Deanne Foley   | Marcus Robinson           |
| 76         | 9         | Tage des jüngsten Gerichts        | Judgement Day             | 10. Dez. 2014           | —                                     | John Vatcher   | Perry Chafe               |
| 77         | 10        | Der letzte Aufruf                 | Last Call                 | 10. Dez. 2014           | —                                     | John Vatcher   | Allan Hawco               |